# 珠海有軌電車
珠海有軌電車（しゅかいゆうきでんしゃ、中文表記：珠海有轨电车、英文表記：Zhuhai Tram）は、中華人民共和国広東省珠海市において営業中の路面電車である。2016年1月に試運転を行い、2017年6月13日に1号線が開業した。しかし、2021年1月22日から運休となり、2024年に正式に廃止が決定した。

## 路線

### 開業
- 1号線 上沖駅 - 海天公園駅

### 計画のみ
- 1号線
- 2号線

## 運休から廃止へ
2017年の開通以降珠海有軌電車1号線は利用客が非常に少なく、その利用客数も年々減少が続いている他、路面電車の存在が道路の混雑を悪化させていると言う指摘も起きている。そのため、2021年現在まで何度か路面電車の廃止が検討されているものの、建設に協力した中国中車大連機車車輛は今後のデモンストレーション用路線も兼ねた存続を要望していた。
前記の通り2021年1月22日から運休となっていたが、2024年5月7日に珠海市は、道路事情から将来的な拡張が困難で規模の経済を発揮できないとして、電車のプロジェクトを終了して道路に戻す「路面電車1号線の廃止と梅花道路舗装修復プロジェクトの開始に関する通知」を出して、開業から7年で廃止が決まった。